# Врели град
Врели град је 13. епизода стрип серијала Кен Паркер објављена у Лунов магнус стрипу бр. 471. из 1981. године. Имала је 93 стране. Свеска је коштала 18 динара (1 DEM, 0,46 $). Насловну страницу нацртао је Бранислав Керац.

## Оригинална епизода
Оригинална епизода објављена је у јулу 1978. године под насловом La citta calda. (Ово је трећа епизода серијала којој редакција Дневника није променила оригинални наслов.) Издавач је италијанска кућа Cepim. Коштала је 400 лира ($0,47; 0,97 DEM).

## Кратак садржај
Радња се наставља у лето 1874. године, када у Кен и Пат стижу у Кенион Сити (Северна Дакота) у потрази за њеном мајком. Они одлазе у кућу у којој се наводно налази Патина мајка. Међутим, у тој кући је окупљена група од осморо завереника која има намеру да опљачка цео град. Када Кен и Пат куцају на врата, отвара им Елен (игра улогу домаћице) која тврди да је купила кућу пре три месеца и да не зна ко је Мјуриел Чејз за коју Пат тврди да је њена мајка.
Пат и Кен одлазе, али ”станари” постају сумњичави. Један од њих креће да их прати. Кен успева да се отараси пратиоца (тако што га убија ножем), али их на крају група киднапује и одвлачи у кућу. Вођа групе уцењује Кена да им помогне око пљачке, иначе ће убити Пат (за операцију је неопходно тачно осам људи, а Кен је убио једног).
Док Кен присиљен помаже лоповима, Пат и Елен остају насамо у кући и целу ноћ проводе заједно у причи о Патиној мајци.

## Значај епизоде
Ова епизода превазилази претходну (ЛМС-466) по јачини емотивног набоја. Пат наставља да од Кена захтева емоционалну пажњу, док се Кен нада да ће се њихово однос завршити када пронађу Патину мајку. Однос кулминира када од Елен на вратима куће сазнају да мајка Пат више не станује овде. Надајући се да ће је оставити код мајке, Кен се изнервирано пита ”Шта ћу сад с тобом?”, након чега Пат у очају почиње да га удара.
Током пљачке, Пат и Елен проводе целу ноћ заједно, причајући о Патиној мајци. Пат упорно тражи сличности између Елен и њене мајке, и у једном тренутку је отворено пита ”Ти си моја мајка, је ли?” На самом крају епизоде, када полиција одводи Елен са комплетном бандом, Пат пада Кену у наручје. Епизода показује танку линију између Патине потребе да пронађе љубавника и недостајућу родитељску бригу.

## Ђорђо Тревисан као четврти цртач
После Ива Милаца, Ђанкарла Алесандринија и Бруна Марафе, ово је прва епизода Кена Паркера коју је нацртао Ђорђо Тревисан (1934).

## Претходна и наредна епизода Кен Паркера у ЛМС
Претходна свеска носила је назив Балада о Пат О Шејн (#466), а наредна Нокаут (#476)

## Реприза у Србији
Епизода је први пут репризирана у Србији у јануару 2019. године у серијалу Кен Паркер бр. 7. у издању издавачке куће Darkwood. Коштала је 1.690 динара (€14.2).

## Галерија
- Кен у изведби Ђорђа Тревисана.
- Кадар из ЛМС-471: Пат се нада да је Елен њена мајка.